# Alternanthera kurtzii
Alternanthera kurtzii là loài thực vật có hoa thuộc họ Dền. Loài này được Schinz ex Pedersen mô tả khoa học đầu tiên năm 1967.